# Banda-Ndélé jezik
Banda-Ndélé jezik (banda of ndélé, nyele; ISO 639-3: bfl), nigersko-kongoanski jezik ubanške skupine, kojim govori 35.500 ljudi u Srednjoafričkoj Republici (1996) u podprefekturama Ndili, Bamingui, Ouadda i Kaga Bandoro i nešto u Sudanu.
Ima nekoliko dijalekata: banda-ndélé, junguru (djingburu, nguru), tangbago (tambolo, tambaggo, tombaggo, tangago), ngao (ngau, bandangao), ngbala i banda-kpaya. Služe se i jezikom sango [sag]; pismo: latinica.
Banda-Ndélé je jedini predstavnik istoimene podskupine koja je dio šire skupine banda jezika.

## Vanjske poveznice
- Ethnologue (14th)
- Ethnologue (15th)